# Campionato belga di football americano
Il campionato belga di football americano è una competizione che riunisce l'élite dei club belgi di football americano dal 1987. L'organizzatore del campionato e delle squadre nazionali è la Lega Belga di Football Americano (BAFL).
Questa competizione si disputa con una stagione regolare con girone all'italiana, seguita dai play-off con una finale soprannominata Belgian Bowl.

## Formato
Il campionato attuale è diviso in tre categorie: la BAFL Elite Division, la BAFL National Division e la BAFL Development League.
Il gioco si svolge con le regole della BAFL che si basano sul regolamento della NCAA.

## Stagione 2019
| BAFL Elite Division - Antwerp Argonauts - Brussels Black Angels - Brussels Tigers - Charleroi Coal Miners - Liège Monarchs - Limburg Shotguns - Ostend Pirates - Wallonie Picarde Phoenix |  | BAFL National Division - Andenne Bears - Ghent Gators - Grez-Doiceau Fighting Turtles - Izegem Tribes - Leuven Lions - Mons Knights - Waasland Wolves - Waterloo Warriors |  | BAFL Development League - Brussels Black Angels 2 - COF Atomics - Soumagne Raptors - Verviers Mustangs |

### Società straniere che hanno preso parte al campionato belga
- Luxembourg Red Lions
- Luxembourg Steelers of Dudelange

## Finali

### Belgian American Football League
| Data               | Belgian Bowl                                                         | Vincitore                                                            | Punteggio                                                            | Finalista                                                            |
| ------------------ | -------------------------------------------------------------------- | -------------------------------------------------------------------- | -------------------------------------------------------------------- | -------------------------------------------------------------------- |
| 1986               |                                                                      | Mouscron Redskins                                                    | Vincitori del girone                                                 | Vincitori del girone                                                 |
| 1987               |                                                                      | Liège Red Roosters                                                   | Vincitori del girone                                                 | Vincitori del girone                                                 |
| 1988               |                                                                      | Brussels Raiders                                                     | Vincitori del girone                                                 | Vincitori del girone                                                 |
| 1989               |                                                                      | Brussels Raiders                                                     | Vincitori del girone                                                 | Vincitori del girone                                                 |
| 1990               |                                                                      | Brussels Raiders                                                     | Vincitori del girone                                                 | Vincitori del girone                                                 |
| 1991               |                                                                      | Brussels Raiders                                                     | Vincitori del girone                                                 | Vincitori del girone                                                 |
| 1992               |                                                                      | Leuven Lions                                                         | Vincitori del girone                                                 | Vincitori del girone                                                 |
| 1993               |                                                                      | Luxembourg Red Lions                                                 | Vincitori del girone                                                 | Vincitori del girone                                                 |
| 1994               |                                                                      | Brussels Raiders                                                     | Vincitori del girone                                                 | Vincitori del girone                                                 |
| 1995               | Belgian Bowl VIII                                                    | Tournai Cardinals                                                    | 34-12                                                                | Brussels Raiders                                                     |
| 1996               | Belgian Bowl IX                                                      | Tournai Cardinals                                                    | 13-6                                                                 | Brussels Black Angels                                                |
| 1997               | Belgian Bowl X                                                       | Tournai Cardinals                                                    | 48-36                                                                | Brussels Black Angels                                                |
| 1998               | Belgian Bowl XI                                                      | Tournai Cardinals                                                    | 22-18                                                                | Brussels Black Angels                                                |
| 1999               | Belgian Bowl XII                                                     | Antwerp Diamonds                                                     | 41-6                                                                 | Izegem Redskins                                                      |
| 2000               | Belgian Bowl XIII                                                    | Izegem Redskins                                                      | 28-0                                                                 | Charleroi Cougars                                                    |
| 2001               | Belgian Bowl XIV                                                     | Izegem Redskins                                                      | 22-0                                                                 | Brussels Tigers                                                      |
| 2002               | Belgian Bowl XV                                                      | Brussels Tigers                                                      | 24-14                                                                | Antwerp Diamonds                                                     |
| 2003               | Belgian Bowl XVI                                                     | Brussels Black Angels                                                | annullato                                                            | Antwerp Diamonds                                                     |
| 2004               | Belgian Bowl XVII                                                    | Antwerp Diamonds                                                     | 14-0                                                                 | Leuven Lions                                                         |
| 2005               | Belgian Bowl XVIII                                                   | Antwerp Diamonds                                                     | 13-2                                                                 | Brussels Black Angels                                                |
| 2006               | Belgian Bowl XIX                                                     | West Vlaanderen Tribes                                               | 23-14                                                                | Tournai Phoenix                                                      |
| 2007               | Belgian Bowl XX                                                      | West Vlaanderen Tribes                                               | 35-13                                                                | Brussels Black Angels                                                |
| 2008               | Belgian Bowl XXI                                                     | West Vlaanderen Tribes                                               | 25-20                                                                | Brussels Black Angels                                                |
| 2009               | Belgian Bowl XXII                                                    | West Vlaanderen Tribes                                               | 12-0                                                                 | Tournai Phoenix                                                      |
| 2010               | Belgian Bowl XXIII                                                   | West Vlaanderen Tribes                                               | 36-6                                                                 | Brussels Tigers                                                      |
| 2011               | Belgian Bowl XXIV                                                    | West Vlaanderen Tribes                                               | 20-14                                                                | Brussels Black Angels                                                |
| 2012               | Belgian Bowl XXV                                                     | Brussels Tigers                                                      | 46-6                                                                 | Antwerp Diamonds                                                     |
| 2013               | Belgian Bowl XXVI                                                    | Brussels Tigers                                                      | 9-0                                                                  | Brussels Bulls                                                       |
| 2014               | Belgian Bowl XXVII                                                   | Ghent Gators                                                         | 38-0                                                                 | Brussels Tigers                                                      |
| 2015 (26 giugno)   | Belgian Bowl XXVIII                                                  | Brussels Black Angels                                                | 13-8                                                                 | Brussels Tigers                                                      |
| 2016 (26 giugno)   | Belgian Bowl XXIX                                                    | Ostend Pirates                                                       | 16-15                                                                | Brussels Black Angels                                                |
| 2017 (1º luglio)   | Belgian Bowl XXX                                                     | Brussels Black Angels                                                | 27-20                                                                | Brussels Tigers                                                      |
| 2018 (30 giugno)   | Belgian Bowl XXXI                                                    | Brussels Black Angels                                                | 50-0                                                                 | Limburg Shotguns                                                     |
| 2019 (30 giugno)   | Belgian Bowl XXXII                                                   | Brussels Black Angels                                                | 40-20                                                                | Limburg Shotguns                                                     |
| 2020               | Stagione interrotta a causa della pandemia di COVID-19 del 2019-2021 | Stagione interrotta a causa della pandemia di COVID-19 del 2019-2021 | Stagione interrotta a causa della pandemia di COVID-19 del 2019-2021 | Stagione interrotta a causa della pandemia di COVID-19 del 2019-2021 |
| 2021 (27 novembre) | Belgian Bowl XXXIII                                                  | Limburg Shotguns                                                     | 50-0 d.g.s.                                                          | Brussels Black Angels                                                |

### Secondo livello

#### Campionato nazionale
| Data | Finale | Vincitore             | Punteggio            | Finalista            |
| ---- | ------ | --------------------- | -------------------- | -------------------- |
| 1991 |        | Luxembourg Red Lions  | ?-?                  | Liège Red Roosters   |
| 1992 |        | Tournai Cardinals     | ?-?                  | Liège Red Roosters   |
| 1993 |        | Liège Red Roosters    | ?-?                  | ?                    |
| 1994 |        | Brussels Black Angels | ?-?                  | ?                    |
| 1995 |        | ?                     | ?-?                  | Liège Red Roosters   |
| 1996 |        | ?                     | ?-?                  | ?                    |
| 1997 |        | ?                     | ?-?                  | ?                    |
| 1998 |        | ?                     | ?-?                  | ?                    |
| 1999 |        | ?                     | ?-?                  | ?                    |
| 2000 |        | ?                     | ?-?                  | ?                    |
| 2001 |        | ?                     | ?-?                  | ?                    |
| 2002 |        | ?                     | ?-?                  | ?                    |
| 2003 |        | ?                     | ?-?                  | ?                    |
| 2004 |        | ?                     | ?-?                  | ?                    |
| 2005 |        | ?                     | ?-?                  | ?                    |
| 2006 |        | ?                     | ?-?                  | ?                    |
| 2007 |        | ?                     | ?-?                  | ?                    |
| 2008 |        | ?                     | ?-?                  | ?                    |
| 2009 |        | ?                     | ?-?                  | ?                    |
| 2010 |        | ?                     | ?-?                  | ?                    |
| 2011 |        | ?                     | ?-?                  | ?                    |
| 2012 |        | ?                     | ?-?                  | ?                    |
| 2013 |        | ?                     | ?-?                  | ?                    |
| 2014 |        | ?                     | ?-?                  | ?                    |
| 2019 |        | Ghent Gators          | Vincitori del girone | Vincitori del girone |

#### FAFL - Division II
| Data             | Finale       | Vincitore         | Punteggio            | Finalista            |
| ---------------- | ------------ | ----------------- | -------------------- | -------------------- |
| 2016             |              | Antwerp Argonauts | Vincitori del girone | Vincitori del girone |
| 2017 (10 giugno) | FAFL Bowl I  | Limburg Shotguns  | 22-0                 | Izegem Tribes        |
| 2018 (10 giugno) | FAFL Bowl II | Izegem Tribes     | 36-28                | Ghent Gators         |

#### LFFA Division II
| Data             | Finale           | Vincitore                | Punteggio            | Finalista                     |
| ---------------- | ---------------- | ------------------------ | -------------------- | ----------------------------- |
| 2015             |                  | Andenne Bears            | Vincitori del girone | Vincitori del girone          |
| 2016             |                  | Wallonie Picarde Phoenix | Vincitori del girone | Vincitori del girone          |
| 2017 (4 giugno)  | LFFA Bowl DII I  | Charleroi Coal Miners    | 44-7                 | Andenne Bears                 |
| 2018 (27 maggio) | LFFA Bowl DII II | Wallonie Picarde Phoenix | 12-0                 | Grez-Doiceau Fighting Turtles |

### Terzo livello

#### Campionato nazionale
| Data | Finale | Vincitore         | Punteggio            | Finalista            |
| ---- | ------ | ----------------- | -------------------- | -------------------- |
| 2019 |        | Verviers Mustangs | Vincitori del girone | Vincitori del girone |

#### LFFA Division III
| Data             | Finale            | Vincitore              | Punteggio            | Finalista            |
| ---------------- | ----------------- | ---------------------- | -------------------- | -------------------- |
| 2016             |                   | Braine-le-Comte Sharks | Vincitori del girone | Vincitori del girone |
| 2017 (22 luglio) | LFFA Bowl DIII I  | Brussels Tigers B      | 38-0                 | COF Atomics          |
| 2018 (27 maggio) | LFFA Bowl DIII II | Mons Knights           | 35-6                 | Verviers Mustangs    |

## Squadre per numero di campionati vinti
Le tabelle seguenti mostrano le squadre ordinate per numero di campionati vinti nelle diverse leghe.

### BFL/BAFL/BAFL Elite
|   | Squadra                  | Anni                                           |
| - | ------------------------ | ---------------------------------------------- |
| 8 | Izegem Tribes            | 2000, 2001, 2006, 2007, 2008, 2009, 2010, 2011 |
| 5 | Brussels Black Angels    | 2003, 2015, 2017, 2018, 2019                   |
| 5 | Brussels Raiders         | 1988, 1989, 1990, 1991, 1994                   |
| 4 | Wallonie Picarde Phoenix | 1995, 1996, 1997, 1998                         |
| 3 | Brussels Tigers          | 2002, 2012, 2013                               |
| 3 | Antwerp Diamonds         | 1999, 2004, 2005                               |
| 1 | Limburg Shotguns         | 2021                                           |
| 1 | Ostend Pirates           | 2016                                           |
| 1 | Ghent Gators             | 2014                                           |
| 1 | Luxembourg Red Lions     | 1993                                           |
| 1 | Leuven Lions             | 1992                                           |
| 1 | Liège Red Roosters       | 1987                                           |
| 1 | Mouscron Redskins        | 1986                                           |

### Campionato nazionale di secondo livello/BAFL National
Dati incompleti.
|   | Squadra                  | Anni |
| - | ------------------------ | ---- |
| 1 | Ghent Gators             | 2019 |
| 1 | Brussels Black Angels    | 1994 |
| 1 | Liège Red Roosters       | 1993 |
| 1 | Wallonie Picarde Phoenix | 1992 |
| 1 | Luxembourg Red Lions     | 1991 |

### FAFL Division II
|   | Squadra           | Anni |
| - | ----------------- | ---- |
| 1 | Izegem Tribes     | 2018 |
| 1 | Limburg Shotguns  | 2017 |
| 1 | Antwerp Argonauts | 2016 |

### LFFA Division II
|   | Squadra                  | Anni       |
| - | ------------------------ | ---------- |
| 2 | Wallonie Picarde Phoenix | 2018, 2016 |
| 1 | Charleroi Coal Miners    | 2017       |
| 1 | Andenne Bears            | 2015       |

### BAFL Development
|   | Squadra           | Anni |
| - | ----------------- | ---- |
| 1 | Verviers Mustangs | 2019 |

### LFFA Division III
|   | Squadra                | Anni |
| - | ---------------------- | ---- |
| 1 | Mons Knights           | 2018 |
| 1 | Brussels Tigers B      | 2017 |
| 1 | Braine-le-Comte Sharks | 2016 |